# المجلس البلدي السعودي
المجلس البلدي السعودي في المملكة العربية السعودية هو مجلس ذو استقلال مالي وإداري، مرتبط تنظيميا وزارة الشؤون البلدية والقروية والإسكان. يتكون كل مجلس من عدد من الأعضاء وفقاً لفئات البلديات، على أن لا يقل عن أربعة ولا يزيد على أربعة عشر عضوا، ويكون من بينهم  رئيس البلدية يتم اختيار نصف الأعضاء الانتخاب، ويختار وزير الشؤون البلدية والقروية المهندس / ماجد الحقيل  النصف الآخر من ذوي الكفاءة والأهلية، على أن يكون من بين الأعضاء المعينين أحد كبار المسؤولين في الأمانة يختاره الوزير عضواً بالمجلس بحكم وظيفته، وبالنسبة 
يكون رئيس 
عضواً في المجلس بحكم وظيفته، وحدد النظام مدة عمل المجلس بأربعة سنوات ويجوز بقرار من مجلس الوزراء في حالات استثنائية تمديد هذه المدة بما لا يتجاوز سنتين.

## مهام المجلس
مع عدم الإخلال بما تنص عليه الأنظمة السارية يمارس المجلس المهام والاختصاصات الواردة في النظام وله على وجه الخصوص ما يلي:
‌أ-       يبدي المجلس رأيه ومقترحاته حيال مشروع الميزانية قبل عشرة أيام على الأقل من موعد مناقشته في الوزارة وعلى رئيس البلدية تقديم مشروع الميزانية للمجلس قبل 45 يوما من ذلك الموعد.
‌ب-   يقر المجلس الحساب الختامي للبلدية قبل خمسة أيام على الأقل من موعد رفعه للجهة المختصة وعلى رئيس البلدية تقديم الحساب الختامي للمجلس قبل شهر على الأقل من ذلك الموعد.
‌ج-    يبدى المجلس رأيه ومقترحاته حيال تقرير الإيرادات والمصروفات البلدية الذي يقدمه رئيس البلدية كل ستة أشهر.
‌د-     يدرس المجلس مشروع الهيكل التنظيمي للبلدية ويبدى مرئياته ومقترحاته بشأنه ومن ثم تقوم البلدية باستكمال الإجراءات النظامية.
‌هـ-     يدرس المجلس المقترحات التي تقدمها إليه البلدية بشأن تعديل أو إعداد الأنظمة واللوائح والاشتراطات المتعلقة بأنشطة البلدية ويبدى مرئياته ومقترحاته حيالها وتقوم البلدية برفعها للجهة المختصة بالوزارة لاستكمال الإجراءات النظامية ويقترح المجلس المشاريع العمرانية داخل نطاق خدمات البلدية ويناقشها مع رئيس البلدية في حدود صلاحيات وإمكانات البلدية وعلى البلدية إدراج المشاريع المقترحة في الميزانية السنوية للبلدية حسب الأولويات التي يحددها المجلس لكافة
الواقعة في نطاق خدماتها.
و-  يقترح المجلس المشاريع العمرانية داخل نطاق خدمات البلدية ويناقشها مع رئيس البلدية في حدود صلاحيات وإمكانات البلدية وعلى البلدية إدراج المشاريع المقترحة في الميزانية السنوية للبلدية حسب الأولويات التي يحددها المجلس لكافة المدن والقرى الواقعة في نطاق خدماتها.
ز-      يقدم المجلس اقتراحاته حيال فرض الرسوم والغرامات أو تعديلها أو إلغائها بما لا يتعارض مع الأنظمة والتعليمات المتعلقة بذلك وتقوم البلدية برفعها للجهة المختصة بالوزارة لاستكمال الإجراءات النظامية.
ح-      يدرس المجلس التقرير الذي يقدمه رئيس البلدية عن المشاريع الاستثمارية الحالية للبلدية والمشاريع الاستثمارية المقترحة ويبدى مرئياته وملاحظاته ومقترحاته عليه وفق الأنظمة والتعليمات وعلى البلدية إدراج ما يقرره المجلس ضمن خططها الاستثمارية.
‌ط-    يراجع المجلس التقرير الذي يقدمه رئيس البلدية عن المشاريع المتعلقة بنزع الملكية للمنفعة العامة في ضوء المخططات التنظيمية والأنظمة والتعليمات المتعلقة بذلك ويبدى مقترحاته عليه وعلى البلدية إدراج تلك المقترحات ضمن مشروع الميزانية لاعتمادها.
ي-    يرفع رئيس البلدية تقريرا شاملا عن نشاط البلدية كل أربعة أشهر وعلى المجلس أن يقوم بدراسته وإبداء المرئيات والمقترحات حياله.
ك-  يطلب المجلس من البلدية تزويده بالمعلومات والبيانات المتعلقة بالمواضيع التي ستتم مناقشتها في الجلسات وذلك قبل أسبوع من موعد الجلسة التي سيناقش فيها الموضوع.
ل-   مع مراعاة اختصاصاته يدرس المجلس الشكاوى والملاحظات والاقتراحات التي ترد إليه من المواطنين وله أن يعقد لقاءات دورية أو ورش عمل معهم كل أربعة أشهر.
م-    يقوم المجلس بمراقبة أداء البلدية والعمل على رفع كفاءتها وحسن أدائها للخدمات من خلال التقارير التي ترفع له أو التي يطلبها المجلس

### في ويكيبيديا
- الإنتخابات البلدية السعودية 2015
- وزارة الشؤون البلدية والقروية (السعودية)

### روابط خارجية
- وزارة الشؤون البلدية و القروية - الأمانة العامة لشؤون المجالس البلدية
- وزارة الشؤون البلدية و القروية: أنظمة ولوائح عمل المجالس البلدية
- الانتخابات البلدية
- موقع وزارة الشؤون البلدية والقروية
- المجلس البلدي لمدينة الرياض